# Sarıköy, Safranbolu
Sarıköy là một xã thuộc huyện Safranbolu, tỉnh Karabük, Thổ Nhĩ Kỳ.